# Tyneside Amateur League
Tyneside Amateur League là một giải bóng đá Anh, chỉ có một hạng đấu nằm ở Cấp độ 14 trong Hệ thống các giải bóng đá ở Anh, góp đội cho Northern Alliance.
Năm 2009 giải đấu tròn 60 tuổi. Để ăn mừng sự kiện này giải đã tổ chức một bữa ăn tối với John Beresford là phát ngôn khách mời vào ngày 12 tháng 6 tại The Lancastrian Suite of the Dunston Federation Brewery.

## Các câu lạc bộ mùa giải 2015–16
- Bedlington Juniors
- Blyth Town Dự bị
- Forest Hall YPC
- Gosforth Bohemians Dự bị
- Killingworth YPC
- Lindisfarne Custom Planet Dự bị
- Newbiggin Hall
- Newcastle Chemfica Independent Dự bị
- Newcastle East End
- Newcastle Medicals
- North Shields Athletic Dự bị
- Ponteland United Dự bị
- Ryton & Crawcrook Albion Dự bị
- Stobswood Welfare
- Wardley
- West Jesmond

## Đội vô địch
| Mùa giải | Division One              | Division Two            |
| -------- | ------------------------- | ----------------------- |
| 2002-03  | Felling Greyhound         | Willington Quay Saints  |
| 2003–04  | Winlaton Vulcan Inn       | The Bush Wallsend       |
| 2004–05  | Winlaton Vulcan Inn       | Ryton Dự bị             |
| 2005-04  | Winlaton Vulcan Inn       | Blyth Town Dự bị        |
| 2006–07  | Winlaton Vulcan Inn       | Forest Hall             |
| 2007–08  | Forest Hall               | Killingworth YPC Town   |
| 2008–09  | Killingworth YPC Town     | Blakelaw Crofters Lodge |
| 2009–10  | Wincanton Vulcan Inn      | Whickham Lang Jacks     |
| 2010–11  | Whickham Lang Jacks       | Blyth Isabella          |
| 2011–12  | West Jesmond              | Winlaton Queens Head    |
| 2012–13  | New York                  | Chopwell                |
| 2013–14  | Lindisfarne Custom Planet | Hazlerigg Victory       |
| 2014–15  | Hazlerigg Victory         |                         |